# Maria Rautio
Eva Maria Rautio (* 8. Juli 1957 in Junosuando) ist eine ehemalige schwedische Skilangläuferin.
Rautio, die für den IFK Kiruna startete, nahm an den Olympischen Winterspielen 1976 in Innsbruck teil. Dabei belegte sie den 32. Platz über 5 km.